# São Conrado
São Conrado je četvrt u južnoj zoni Rio de Janeira. Okružen je četvrtima Gávea, Leblon, Barra da Tijuca, Rocinha, Vidigal i Alto da Boa Vista.
U ovoj četvrti se nalazi praia do Pepino, koja je najpoznatija i glavna točka za izvođenje slobodnih letova u Rio de Janeiru.

## Vanjske poveznice
São Conrado na Google Mapsu